# Michael af Grækenland
Prins Michael af Grækenland og Danmark (græsk: Πρίγκιπας Μιχαήλ της Ελλάδας και της Δανίας) (født 7. januar 1939 i Rom, Italien, død 28. juli 2024 i Athen ) var det eneste barn af Christophoros af Grækenland og Françoise af Orléans. Han var dermed oldebarn til Christian 9. og tipoldebarn til Zar Nikolaj 1. af Rusland.
Michael blev gift i Athen den 7. februar 1965 med Marina Karella (1940-). Da hun ikke var af adelig herkomst, måtte Michael frasige sig al arveret til tronen for både sig selv og sine efterkommere. Han beholdt titlen som prins af Grækenland og Danmark, men hans børn måtte kun være prinsesser af Grækenland. Marina blev heller ikke officielt prinsesse, men omtales ofte som Marina, hustru til Prins Michael af Grækenland og Danmark.
Parret har følgende børn:
1. Alexandra af Grækenland (født 15. oktober 1968) – gift 1998 med Nikolas Mirzayantz (f. 1. januar 1963) og har to børn.
2. Olga af Grækenland (født 17. november 1971) – gift 2008 med prins Aimone af Savoyen-Aosta, hertug af Aosta (f. 12. oktober 1967) og har tre børn, heraf to sønner og en datter.

Michael forfattede adskillige noveller og biografier om kongelige personer. Han deltog desuden med sin store viden i flere tv-serier, heriblandt En kongelig familie af Anna Lerche og Marcus Mandal, 2003.

## Dekorationer
Prins Michael modtog Elefantordenen den 11. september 1964, en uge før brylluppet mellem Anne-Marie af Danmark og Konstantin 2. af Grækenland.